# Kolibrići
Kolibrići (lat. Trochilidae), porodica ptica koja ima dvije potporodice, Trohilindae i Phaethornithinae. Prije su smatrani zasebnim redom, ali su nedavna istraživanja dokazala da su ipak porodica reda srpokrilki.
Porodica kolibrića ima više od 100 rodova i 330-340 vrsta. 

## Izgled i građa tijela
Kolibri su uglavnom vrlo malene ptice. Najmanji kolibri koji je u isto vrijeme i najmanja ptičja vrsta uopće, Mellisuga helenae, dugačak je, zajedno s kljunom i repnim perima, samo 6 cm. Najveća vrsta je Patagona gigas a veliki su oko 25 cm. Većina kolibrića ima šareno perje, u pravilu s metalnim odsjajem. Grlo mužjaka je često sjajno crveno, plavo ili smaragdno zeleno.
Posebno obilježje kolibrića je kljun, koji je kod gotovo svake vrste drugačiji. Tako vrsta Ensifera ensifera ima kljun dug 10 cm, što je gotovo jednako koliko mu je dugačak ostatak tijela. Suprotno tome, kljun vrste Ramphomicron microrhynchum je dug samo 5 mm. Nekim vrstama kljun je savinut prema dolje, nekim prema gore, a zajedničko im je samo to, da je svaki prilagođen sasvim određenom tipu cvijeta, tako da svaka vrsta ima svoju vlastitu ekološku nišu, čime se izbjegava konkurencija među vrstama. Skupljanjem nektara iz cvijeta uzimaju šećernu vodu.
Jezik im je dugačak i može se ispružiti daleko iz kljuna. Na vrhu je rascijepljen i ima oblik cjevčice, što im omogućuje da lako piju nektar iz cvjetova, međutim, nektar je siromašan hranjivim tvarima, pa prehranu dopunjuju kukcima i paukovima, kako bi se opskrbili aminokiselinama, vitaminima, mineralima itd. Med je rizičan za zdravlje kolibrija, jer ima previše šećera.
Mnoge vrste prave "gnijezdo" na drvetu ili grmu, a u njemu su obično 2 dva jaja. Jaje kolibrija najmanje je od jaja drugih ptičjh vrsta, a teži oko 0,30 grama. Inkubacija traje 12 do 19 dana, a kad se ptići izlegnu, veliki su otprilike kao orah.

## Posebnosti
Kolibri imaju vrlo visoku frekvenciju zamaha krilima, čak do 80 zamaha u sekundi. To im omogućuje let u stranu kao i unatrag, a mogu i ostati u zraku na jednom mjestu. Još jedna osobitost kolibrića je i da imaju osam pari rebara, dok ih druge ptice imaju uglavnom šest. Srce im ima 400 do 500 otkucaja u minuti, a broj udaha u minuti im je do 250. Za vrijeme sna, drastično im se smanjuje frekvencija otkucaja srca, inače bi, zbog vrlo brzog metabolizma, uginuli od gladi.

## Rasprostranjenost
Kolibri u prirodi žive isključivo u Americi, i to sve od juga Aljaske pa do Ognjene zemlje.